# Seline
Seline su naselje u sastavu Općine Starigrad, u Zadarskoj županiji.

## Zemljopis
Naselje se nalazi na široj obalnoj liniji između planinskoga masiva Velebit i Jadranskoga mora, odnosno Podvelebitskoga kanala. Proteže se u smjeru istok-zapad između naselja Modrič i naselja Starigrad-Paklenica. Seline su na ulazu u NP Paklenicu odnosno na ulazu u Malu Paklenicu, dok je Starigrad-Paklenica na ulazu u Veliku Paklenicu.
Nekada su mještani Selina egzistirali zahvaljujući ratarstvu i stočarstvu, te su tijekom ljetnih mjeseci živjeli u zaseocima smještenim na Velebitu, a udaljenima od naselja u priobalnoj liniji, jedan i pol do tri sata hoda. Takva prvotna naselja u podnožju Velebita smještena su neposredno ispod padine, tok je prostor između, sada već, staroga dijela naselja i linije mora služio za poljoprivredu i ispašu stoke. Prolaskom Jadranske magistrale u prvoj polovici šezdesetih godina dvadesetoga stoljeća kroz naselje Seline, dijelom se napušta stari način života, te se okreće novomu. Taj novi način života mještana Selina je izuzetno povezan s turizmom, te se gradi novo naselje koje gravitira oko same magistrale, te se pruža do same linije mora. Takav razvoj situacije dovodi do velikih ulaganja u turistički sektor, pa Seline osamdesetih godina prošloga stoljeća dobivaju i titulu „Šampion Mini-Turizma“ u sklopu bivše države, Socijalističke Federativne Republike Jugoslavije. U to vrijeme, gradi se i velik broj kuća za odmor koje ne služe kao sredstvo priljeva kapitala, odnosno radi se o vikendicama. One će u poslijeratnomu razdoblju također biti prenamijenjene iz funkcije osobne zadovoljštine u funkciju turističkih jedinica. Taj lanac okretanja iz socijalističkog ka tržišnom, u kratkome vremenu i bez jasnoga plana, dovodi naselje Seline pred brojne izazove, a napose je to izazov upravljanja obalom koja postaje zlatna koka Selina uz impresivni kanjon Male Paklenice.

## Stanovništvo
Na prvomu zabilježenomu popisu stanovništva još davne 1857. godine, Seline bilježe svega 417 ljudi. Taj broj raste, prema popisima, sve do središnjega dobra prve Jugoslavije, kada ujedno doseže i svoj maksimum, a riječ je o brojci od devet stotina trideset i četiri stanovnika. Od konca Drugoga svjetskoga rata pa sve do početka ovoga stoljeća, taj broj neumoljivo opada, da bi 2001. godine bio i najniži, odnosno dosegao svoj minimum ili donju granicu, a ona je na brojci od četiri stotine pedeset i pet stanovnika. S ulaskom u drugo desetljeće dvadeset i prvoga stoljeća, broj stanovnika je u blagomu rastu, točnije premašuje brojku iz 1981. godine, te je riječ o broju od 469 stanovnika 2011. godine. Zanimljivo je da se u vrijeme druge Jugoslavije broj stanovnika Selina, praktički, prepolovio. Razlogu tomu je, vjerojatno, raseljavanje mladoga stanovništva u potrazi za boljim podnebljem, odnosno izostanak istih u participiranju preraspodjele dobara.
Prema popisu iz 2011. naselje je imalo 469 stanovnika.
| broj stanovnika | 417   | 462   | 538   | 634   | 737   | 817   | 918   | 934   | 857   | 729   | 613   | 571   | 459   | 457   | 455   | 469   | 414   |
|                 | 1857. | 1869. | 1880. | 1890. | 1900. | 1910. | 1921. | 1931. | 1948. | 1953. | 1961. | 1971. | 1981. | 1991. | 2001. | 2011. | 2021. |

Dobna struktura stanovništva naselja Seline prema popisu iz 2011. godine.
| Starost(godine) | UKUPNO | ŽENA | MUŠKARACA |
| 0-4             | 20     | 10   | 10        |
| 5-19            | 60     | 28   | 32        |
| 20-29           | 58     | 29   | 29        |
| 30-44           | 77     | 35   | 42        |
| 45-64           | 116    | 52   | 64        |
| 65-95           | 138    | 79   | 59        |
| SUMA:           | 469    | 233  | 236       |

## Prirodne i kulturne znamenitosti
Kao najveća, ali i najljepša, prirodna znamenitost na području naselja Seline ističe se kanjon Male Paklenice. Odlikuju ga visoke litice, a njegova turistička vrijednost je u tome što kroz kanjon, praktički, ne postoji formirana, odnosno izgrađena staza. Put kroz Malu Paklenicu započinje stazom koja vodi do maslinika i mlinova, a nakon svega nekoliko stotina metara puteljku se nazire kraj i turisti su prepušteni na milost i nemilost velebitskoga kamena. Malu Paklenicu krase impresivni slapovi nastali "podzidama" ispod kojih se nalaze mlinovi.
Župna crkva Rođenja BDM (Male Gospe). Sagrađena je 1840., a posvećena 1850. Obnovljena 1987. Jednobrodna sa sakristijom; glavni oltar drveni sa svetohraništem i slikom Rođenja BDM; drveni oltar prema puku; pobočni oltar  od istarskog kamena i mramora s drvenim kipom Bogorodice i drveni oltar s drvenim kipom sv. Ante Padovanskoga; krstionica kamena; škropionica kamena; zvonik-preslica srušen i zvono na zemlji (priručna preslica za zvona na zemlji – betonska). Do 1808. u župi je djelovala bratovština sv. Marka.
Sv. Marka, ev. Na groblju; temeljito obnovljena i blagoslovljena 1999.
Sv. Petra i Pavla ap. (11. st.). Na granici između Selina i Starigrada bila je crkva koja je prema tradiciji bila župna za obadvije župe.
Sv. Jakova ap. Ruševine (suhozid) crkve u Velebitu.
Župna kuća u trošnom stanju.